# Dolittle
Dolittle is een Amerikaanse fantasy-avonturenfilm uit 2020 onder regie van Stephen Gaghan. De film is gebaseerd op het gelijknamig personage uit de kinderboekenreeks van auteur Hugh Lofting. Robert Downey jr. vertolkt het titelpersonage.

## Verhaal
De film speelt zich af in het Engeland van het victoriaans tijdperk. Dierenarts en weduwnaar John Dolittle kan met dieren praten. Op een dag wordt hij gevraagd om de zieke koningin Victoria te helpen. Hij ontdekt dat ze vergiftigd is. Om haar te redden, begint hij samen met zijn exotische dieren aan een avontuurlijke zoektocht naar een tegengif.

## Rolverdeling
| Acteur                  | Personage                       |
| ----------------------- | ------------------------------- |
| Robert Downey jr.       | Dr. John Dolittle               |
| Harry Collett           | Tommy Stubbins                  |
| Antonio Banderas        | Rassouli                        |
| Michael Sheen           | Dr. Blair Müdfly                |
| Jim Broadbent           | Lord Thomas Badgley             |
| Jessie Buckley          | Koningin Victoria               |
| Carmel Laniado          | Lady Rose                       |
| Ralph Ineson            | Arnall Stubbins                 |
| Joanna Page             | Bethan Stubbins                 |
| Sonny Ashbourne Serkis  | Arnall Stubbins jr.             |
| Kasia Smutniak          | Lily Dolittle                   |
| Originele stemmencast   |                                 |
| Emma Thompson           | Polynesia (papegaai)            |
| Rami Malek              | Chee-Chee (gorilla)             |
| John Cena               | Yoshi (ijsbeer)                 |
| Kumail Nanjiani         | Plimpton (struisvogel)          |
| Octavia Spencer         | Dab-Dab (eend)                  |
| Tom Holland             | Jip (hond)                      |
| Craig Robinson          | Kevin (eekhoorn)                |
| Ralph Fiennes           | Barry (tijger)                  |
| Selena Gomez            | Betsy (giraffe)                 |
| Marion Cotillard        | Tutu (vos)                      |
| Jason Mantzoukas        | James (libel)                   |
| Frances de la Tour      | Ginko-Who-Soars (draak)         |
| Nederlandse stemmencast |                                 |
| Fedja van Huêt          | Dr. Dolittle                    |
| Roman Derwig            | Tommy Stubbins                  |
| Eddy Zoëy               | Dr. Mudfly                      |
| Gijs Naber              | Rassouli                        |
| Stefania Liberakakis    | Lady Rose                       |
| Derek de Lint           | Lord Badgley                    |
| Ilse Warringa           | Poly de papegaai                |
| Jamie Trenité           | Chee-Chee de gorilla            |
| Dennis van der Geest    | Yoshi de ijsbeer                |
| Rayen Panday            | Plimpton de struisvogel         |
| Edsilia Rombley         | Dab-Dab de eend                 |
| Thekla Reuten           | Tutu de vos                     |
| André Dongelmans        | James de libelle                |
| Pip Pellens             | Betsy de giraffe                |
| Pim Wessels             | Jip de hond                     |
| Murth Mossel            | Kevin de eekhoorn               |
| Bibian Mentel           | Minnie de grijze suikereekhoorn |

## Productie

### Voorgeschiedenis
In de eerste helft van de 20e eeuw schreef Hugh Lofting een reeks kinderboeken rond het personage Dr. Dolittle, een dierenarts die met dieren kan communiceren. In 1967 werd het werk van Lofting door 20th Century Fox verfilmd onder de titel Doctor Dolittle en met acteur Rex Harrison als het titelpersonage. Hoewel de musicalfilm destijds bekroond werd met twee Oscars draaide de productie uit op een financiële flop. De film werd ook berucht vanwege moeilijke en dure opnames.
Drie decennia later koos 20th Century Fox met de verfilming Dr. Dolittle (1998) voor een andere aanpak. Deze film, met Eddie Murphy in de titelrol, speelde zich in tegenstelling tot de productie uit 1967 en het werk van Lofting niet af in het victoriaans Engeland, maar wel in het Amerika van de late jaren 1990. De film was een kassucces en kreeg in de jaren 2000 nog verscheidene sequels.

### Ontwikkeling
In 2017 werd in Hollywood een nieuwe verfilming van het werk van Lofting, met Stephen Gaghan als regisseur en Robert Downey jr. als hoofdrolspeler, aan verscheidene studio's voorgesteld, waaronder 20th Century Fox, Sony Pictures en Universal Pictures. In maart 2017 raakte bekend dat Universal het filmproject in de wacht had gesleept en dat de studio hoopte om de film in 2019 in de bioscoop uit te brengen.
De eerste versie van het script werd geschreven door Tom Shepherd en nadien bewerkt door Gaghan. Later werden ook scenaristen Dan Gregor, Doug Mand en Chris McKay ingeschakeld om aan het script te werken.

### Casting
In december 2017 werden Harry Collet en Jim Broadbent aan de cast toegevoegd. In februari 2018 raakte ook de casting van Antonio Banderas en Michael Sheen bekend. Voor het inspreken van de dierenstemmen werd een stemmencast bestaande uit onder meer Tom Holland, Emma Thompson, Ralph Fiennes en Selena Gomez samengesteld.

### Opnames
De opnames gingen midden februari 2018 van start in het Verenigd Koninkrijk. Er werd gefilmd in onder meer Kirkby Lonsdale, Cumbria, Windsor Great Park en op de Menai Suspension Bridge in Wales. De pratende dieren werden in postproductie via digitale animatie aan de live-actionscènes toegevoegd.
Omdat proefvoorstellingen van de film geen succes waren, werden er in april 2019 nieuwe opnames georganiseerd. Regisseur Stephen Gaghan werd aan de kant geschoven en grote delen van de film werden opnieuw opgenomen door Jonathan Liebesman. Scenarioschrijver Chris McKay werd ook ingeschakeld om meer humor aan het script toe te voegen. De extra opnames duurden 21 dagen.

## Release en ontvangst
De release was oorspronkelijk gepland voor 12 april 2019, maar werd in oktober 2018 met negen maanden uitgesteld om onder meer nieuwe opnames te kunnen organiseren.
De Amerikaanse première van Dolittle vond op 11 januari 2020 plaats in het Regency Village Theatre in Los Angeles. Op 17 januari 2020 werd de film in de Amerikaanse bioscoop uitgebracht. 
De film kreeg van de Amerikaanse filmpers overwegend negatieve recensies. Op Rotten Tomatoes heeft de film een waarde van 15% en een gemiddelde score van 3,85/10, gebaseerd op 212 recensies. Op Metacritic heeft de film een gemiddelde score van 26/100, gebaseerd op 46 recensies.